# Connie Hedegaard

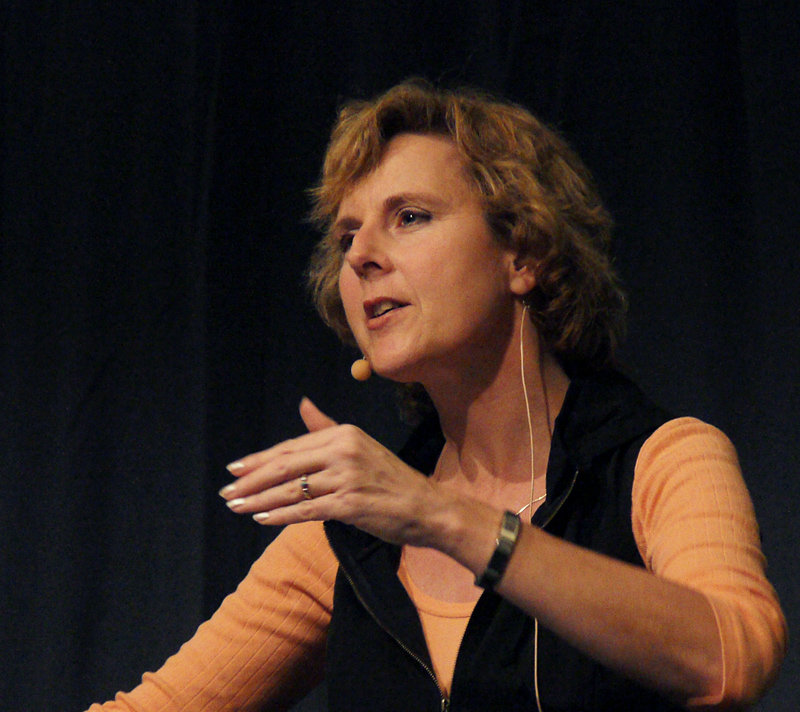
Connie Hedegaard.

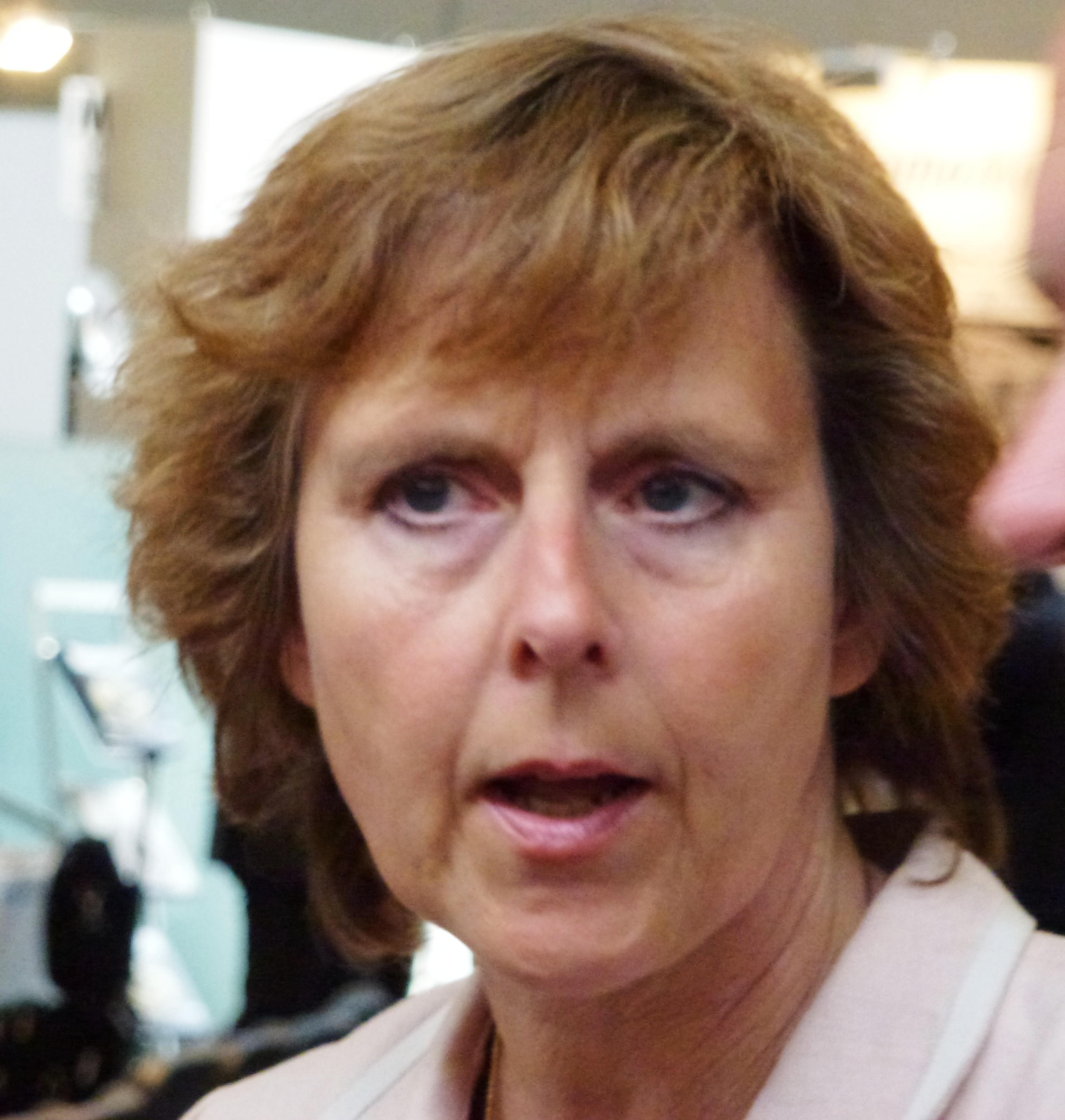
Connie Hedegaard 2012

Connie Hedegaard (15 de septiembre de 1960, Copenhague) es una política danesa, miembro del Partido Popular Conservador de Dinamarca, que fue comisaria europea de Acción por el Clima durante la Comisión Barroso II. Está casada y tiene dos hijos.
Después de cursar estudios de literatura e historia fue miembro del parlamento danés desde 1984 y hasta 1990, dedicándose posteriormente al periodismo hasta su nombramiento como Ministra de Medio Ambiente en 2004. Entre 2005 y 2007 fue también Ministra de Cooperación Nórdica. Entre 2007 y 2009 fue ministra de Clima y Energía. 
Fue presidente de la Conferencia sobre el Cambio Climático de la ONU 2009 hasta el 16 de diciembre de 2009, cuando renunció a su cargo. El 10 de febrero de 2010 asumió el cargo de comisaria de la Unión Europea en la cartera de Acción por el Clima, como miembro de la Comisión Barroso II (2010-2014). Fue sustituida por Miguel Arias Cañete tras la entrada en funcionamiento de la Comisión Juncker.